# Liste der Naturdenkmale in Schweighausen
Die Liste der Naturdenkmale in Schweighausen nennt die im Gemeindegebiet von Schweighausen in Rheinland-Pfalz ausgewiesenen Naturdenkmale (Stand 20. Mai 2024).

## Naturdenkmale
| Nr.         | Bezeichnung | Lage                                       | Beschreibung                                                     | Bild                                    |
| ----------- | ----------- | ------------------------------------------ | ---------------------------------------------------------------- | --------------------------------------- |
| ND-7141-436 | Alte Eiche  | Kirchstraße, bei Nr. 3 Lage                | Quercus robur, um 1780 gekeimt, 23 m hoch bei 1,4 m Durchmesser  | Direkt Bild zu diesem Denkmal hochladen |
| ND-7141-438 | Femelinde   | nördlich des Ortes; Flur An der Linde Lage | Tilia cordata, um 1500 gekeimt, 13 m hoch bei 0,84 m Durchmesser | Direkt Bild zu diesem Denkmal hochladen |

## Ehemalige Naturdenkmale
| Nr. | Bezeichnung    | Lage                                    | Beschreibung                                      | Bild                                    |
| --- | -------------- | --------------------------------------- | ------------------------------------------------- | --------------------------------------- |
|     | Zwillingsbuche | nordöstlich des Ortes an der L 332 Lage | Fagus sylvatica; Rechtsverordnung 2013 aufgehoben | Direkt Bild zu diesem Denkmal hochladen |